# 논어언해 권3
논어언해 권3(論語諺解 卷3)은 서울특별시 동대문구 세종대왕기념사업회에 있는 조선시대의 책이다. 2019년 2월 14일 서울특별시의 유형문화재 제444호로 지정되었다.

## 지정 사유
사서(四書)의 하나인 『논어(論語)』에 토를 달고 언해한 책으로, 조사대상본은 조선 선조 초에 간행된 전체 4권 4책 중 권3의 1책만 남은 영본이다.
『논어언해』 권3의 내사기록이 남아있는 판본이 도산서원에 전해지고 있으며, 동일한 판본으로 임고서원본도 완질이 남아있다.
현재까지 알려진 것으로 임고서원본이 보물로 지정되어 있으며 조사대상본은 일부분이 훼손되고 영본인 것이 아쉬우나, 그 전래가 비교적 희귀한 편이므로 국어사, 서지학적으로 중요한 유물이다.

## 조사보고서
『論語諺解』는 사서(四書)의 하나인 『論語』에 토를 달고 언해한 책이다. 『論語』는 유교의 경전으로 동아시아에서 수많은 시간에 걸쳐 학습되고 전파된 기본서이다. 공자와 그 제자와의 문답을 주로 하고, 공자의 발언과 행적, 그리고 고제(高弟)의 발언 등 인생의 교훈이 되는 말들이 수록되었다. 유교의통설로는 공자의 사(死) 후, 제자들이 그 때까지 써두었던 스승의 말을 논찬(論纂)해서 만들었다고 한다. 조사대상본은 조선 선조 초에 간행된 것으로 전체 4권 4책 중에 권3의 1책만 남은 영본이다. 이 책은 형태상 본문의 처음과 마지막 부분 일부가 훼손되었으며 표지는 개장하였다.
사서의 언해는 사서판본의 간행 유포 노력과 함께 이루어진 한문본 사서의 한글번역 작업으로서 구결과 언해에 대한 노력이 지속적으로 이루어졌다. 경서에 구결을 붙이는 작업은 비교적 이른시기부터 행하여져 왔으며, 조선 초기에 이미 사서에 대한 구결을 정하고 교정까지 한 기록이 보인다. 하지만 초기에는 결실을 보지 못하였고, 사서 전체에 대한 언해는 선조년간에 이르러서야 완성되었다.
선조는 1585년에 교정청을 설치하고 이산해(李山海) 등 교정청 관원 31명에게 사서의 언해를 명하였고, 1588년 10월에 편찬이 완료되었다. 곧이어 간행이 이루어진 것으로 보이는데 도산서원에 반사한 『論語諺解』의 반사일이 “萬曆十八年七月日” 즉 선조 23년(1590)이므로 그 이전에 간행이 이루어진 것임을 알 수 있다. 따라서 『論語諺解』를 포함하는 사서의 언해본이 처음으로 간행된 것은 선조 18년(1585)에 교정청(校正廳)을 설립하고 이산해(李山海), 정철(鄭澈) 등이 참여하여 선조 23년(1590) 7월 이전에 간행한 것이다. 이 때 인쇄에 사용한 활자는 을해자체경서자(乙亥字體經書字)이다.
을해자체경서자는 임진전쟁 직전인 선조 21년(1588)년에서 선조 23년(1590) 사이에 언해본小學諺解를 비롯한 論語諺解 , 孟子諺解 , 大學諺解 , 中庸諺解 의 四書諺解와 孝經諺解 등의 經書를 인출하기 위하여 주조한 중자와 소자의 금속활자이다. 기록이 남아있지 않아 언제, 어디서, 누구의 글씨체를 바탕으로 만들어졌는지 확인하기 어렵지만 초인본인 小學諺解가 정서된 선조 19년(1586) 여름부터 선조가 인쇄를 하명하고 아울러 이산해에게 발문을 쓰게 한 선조 20년(1587)년 4월 이후 수개월 사이로 주조연대를 추정하고 있다.
책의 분량은 1책 영본으로 내용은 권 3이다. 책의 크기는 33×21㎝, 반곽 24.7×17.1㎝이다. 사주쌍변(四周雙邊)에 계선이 있다. 판심(版心)의 어미(魚尾)는 上下內向三葉花紋魚尾이고, 판심제는 ‘논어언해(論語諺解)’이다. 표지 다음에 공격지 없이 권3의 본문이 시작된다. 본문은 한문을 앞에 싣고 이어서 언해를 붙이는 형식이며, 본문은 10항 19자로 구결(口訣)과 한자음이 달린 한문 원문은 맨 윗줄에서부터 쓰고, 언해는 한 글자를 띄우고 시작하는 본문의 체계이다. 이러한 판형은 을해자체경서자로 간행된 다른 사서 언해에도 동일하게 적용되었다.
언해문과 한자음에는 방점(傍點)이 찍혀 있으며 ‘ᅀ’과 ‘ᅌ’이 사용되고 있다. 조사대상 책의 표지는 후대에 개장하였다. 본문의 첫 2장과 마지막 2장이 일부 훼손되었고 전반적인 누습으로 다소 많이 변색되고 헤진 흔적이 있지만 본문의 내용을 확인하는데는 큰 어려움이 없다.
『論語諺解』 권3은 내사기록이 남아있는 판본이 도산서원에 전해지고 있으며 동일한 판본으로 임고 원본도 『論語諺解』의 완질이 남아있다. 이들은 같은 해에 간행되고 반사된 것으로 추정된다. 즉 동일한 활자본인 도산서원본의 내사기(內賜記)에 “萬曆十八年七月日 內賜禮安陶山書院 論語諺解一件 左承旨臣李[手決])”이라는 기록이 있으며, 조사대상본이 동일한 활자의 동일한 판식임을 감안할 때 도산서원본과 같은 시기에 간행된 것임을 알 수 있다. 즉 이 책은 『小學諺解』, 『論語諺解』, 『孟子諺解』, 『中庸諺解』, 『大學諺解』 등과 함께 언해본 경서를 간행하기 위해 을해자와 닮은 금속활자로 1588년부터 1590년 사이에 인쇄한 초간본이다.
이 당시에 간행되었던 경서의 언해본을 통칭해서 일명 “교정청본”으로도 알려져 있다. 16세기 후반의 대표적 관판본으로 17세기 사서언해 간본에도 중요한 위치를 차지한다. 이 책을 바탕으로 여러 차례 번각 간행되고 보급되면서 당시의 언어, 사상, 생활문화 등에 끼친 영향이 적지 않았기 때문이다.
현재까지 알려진 것으로 완질로 남은 임고서원본이 보물로 지정되어 있으며, 도산서원에도 완질이 있다. 조사대상본은 일부분이 훼손되고 영본인 것이 매우 아쉽지만 그 전래가 비교적 희귀한 편이다. 비록 영본으로 완전하지 않지만 국어사, 서지학의 영역에서 매우 중요하므로 시 유형문화재로 지정할 필요가 있을 것으로 여겨진다.

## 참고 문헌
- 논어언해 권3 - 국가유산청 국가유산포털